# 대원산업
대원산업은 대한민국의 자동차 시트 기업이다. 본사는 경기도 안산시 단원구 원시로 179 (원시동718)에 위치해 있으며 대표이사는 오너 2세인 허재건으로 허수열 명예회장의 아들이며 회사는 1946년 설립된 대원강업을 모체로 한다
매출 비중은 한국(93%), 베트남(4%), 중국(3%), 러시아(0%)이다

## 논란
2022년 하청업체에 4년 동안 약 400건에 달하는 기술자료를 요구하여 하도급법상 기술자료요구서 제공 의무를 위반하여 공정거래위원회가 시정명령과 과징금 5000만원을 부과하였다

## 참고 문헌
1. ↑  최윤희, 한국IR협의회 기업리서치센터 기술분석보고서-대원산업, 2023.12.07
2. ↑  이승열, 허재건 대원산업 대표이사 회장, 비지니스포스트, 2024-03-19
3. ↑  장원수, “대원산업, 올해 국내는 카니발 효과가 이어지고 러시아는 최악에서 회복될 가능성”, 인사이트코리아, 2024-04-03
4. ↑  이승재, 공정위, 하청업체에 기술자료 399건 요구한 대원산업 제재, 톱스타뉴스, 2022-12-01